# Germans Māliņš
Germans Māliņš est un footballeur letton né le 12 octobre 1987 à Riga. Il évolue au poste de gardien de but au BATE Borisov.

## Carrière
- 2006-2012 : Skonto Riga ( Lettonie)
  - 2007 : JFK Olimps ( Lettonie)
- 2013-201. : BATE Borisov ( Biélorussie)[1]

## Palmarès
- Champion de Lettonie en 2010 avec le Skonto Riga
- Vainqueur de la Coupe de Lettonie en 2012 avec le Skonto Riga
- Champion de Biélorussie en 2013 avec le Bate Borisov
- Vainqueur de la Supercoupe de Biélorussie en 2014 avec le BATE Borisov